# Green Lantern: Emerald Knights
Green Lantern: Emerald Knights (bra Lanterna Verde: Cavaleiros Esmeralda) é um filme de animação estadunidense de 2011, dos gêneros aventura, ação e ficção científica, dirigido por Christopher Berkeley, Lauren Montgomery e Jay Oliva para a Warner Home Video, com roteiro baseados nos gibis do super-herói Lanterna Verde e da Tropa dos Lanternas Verdes, da DC Comics. 
É o 11.º filme do "Universo Animado DC" da Warner Bros. Animation e Warner Premiere e o segundo no formato de antologia (o primeiro foi Batman: Gotham Knight. 
Dois dos segmentos (Mogo Doesn't Socialize e Abin Sur) são baseados em histórias em quadrinhos de autoria de Alan Moore, que seguia a política de não ter seu nome associado a adaptações de suas histórias a outros meios.

## Vozes
- Nathan Fillion como Hal Jordan / Lanterna Verde
- Jason Isaacs como Sinestro
- Elisabeth Moss como Arisia Rrab[3]
- Henry Rollins como Kilowog[4]
- Arnold Vosloo como Abin Sur
- Kelly Hu como Laira
- Tony Amendola como Kentor, Appa Ali Apsa (não creditado)
- Steven Blum como Kloba Vud, Palaqua (não creditado), Ranakar (não creditado), G'Hu (não creditado), vozes adicionais
- Grey DeLisle como Ree'Yu, Ardakian Trawl (não creditado), Boodikka (não creditado)
- Michael Jackson (radialista) como Ganthet
- Peter Jessop como Salaak
- David Kaufman como Rubyn
- Roddy Piper como Bolphunga
- Mitchell Whitfield como Avra
- Wade Williams como Deegan
- Gwendoline Yeo como Blu
- Bruce Timm como Galius Zed (não creditado)

## Sinopse
O sol de Oa (lar dos Guardiões do Universo) está se tornando um portal para Krona, um maligno e tirânico ser de antimatéria que deseja destruir toda a vida. Por precaução, os Guardiões ordenam a evacuação de Oa, inclusive a Bateria Central e o Livro de Oa. Enquanto carrega seu anel na Bateria, a Lanterna Verde novata Arisia Rrab conversa com Hal Jordan que lhe conta a história do primeiro Lanterna Verde:

### The First Lantern
Avra, um escriba dos Guardiões, é escolhido por um dos primeiros quatro anéis energéticos criados pelos Guardiões para lutar contra um imenso exército alienígena que ataca planetas pacíficos e indefesos. Quando um dos quatro é morto em batalha e os demais querem fugir, Avra mostra seu valor usando o poder dos anéis de um forma que os próprios Guardiões não previram.
Depois, Hal e Arisia se encontram com Kilowog, o instrutor dos recrutas. Hal resolve contar à novata a história de como Kilowog se tornou o principal instrutor dos Lanternas.

### Kilowog
Sgt. Deegan treina o recruta Kilowog e outros, colocando-os seguidamente em situações bastante perigosas. Kilowog se rebela contra Deegan e o acusa de por em risco a vida dos recrutas mas a discussão é interrompida quando todos são chamados para defenderem um planeta sob ataque.
Hal e Arisia chegam para patrulhar o sol quando encontram Laira e Hal resolve contar a história dela:

### Laira
A princesa Laira foi enviada em sua primeira missão solo ao seu planeta natal, para investigar as denúncias de que seu povo se tornara hostil. Laira percebe que seu pai agora lidera um culto guerreiro e ameaça os outros povos e cabe a ela detê-lo e também a outros membros de sua família.
Todos os Lanternas são chamados para esperar o ataque de Krona e Mogo é o único que não aparece. Hal resolve explicar a Arisia a história dele:

### Mogo Doesn't Socialize
Bolphunga percorre o universo em busca de duelos contra os mais poderosos guerreiros para provar sua superioridade. Ele fica sabendo que o Lanterna Verde Mogo nunca fora derrotado e resolve ir ao seu encontro. Seu computador informa o paradeiro de Mogo e Bolphunga vê apenas um grande planeta verde. Bolphunga lança bombas em todo o planeta esperando o Lanterna aparecer e se surpreende quando descobre que Mogo é o próprio planeta.
Hal e Arisia são atacados pelos demônios sombrios de Krona e resgatam Sinestro. O Lanterna então fala da profecia de que Oa será destruído e narra a história de Abin Sur:

### Abin Sur
Abin Sur é o Lanterna Verde que usara anteriormente o anel que agora é de Hal Jordan. Ele lutou contra Atrocitus, um alienígena criminoso que lhe contou uma profecia sombria. Sinestro ajuda Abin a capturar o vilão. Quando Abin levava Atrocitus para a prisão, o vilão lhe fala da morte iminente dele. E da traição de Sinestro, a qual o Lanterna se recusa a acreditar.

### Emerald Knights
Krona finalmente chega ao sol de Oa. Todos os Lanternas lutam contra os demônios sombrios enquanto uma enorme figura cresce no interior do sol. Arisia descobre como deter o vilão e o Lanterna Verde Mogo usa todo seu poder na luta.